# Міртл Макатір
Міртл Макатір (англ. Myrtle McAteer; 12 червня 1878 — 26 жовтня 1952) — колишня американська тенісистка.
Перемагала на турнірах Великого шолома в одиночному та парному розрядах.

## Фінали турнірів Великого шолома

### Одиночний розряд (1 перемога)
| Результат | Рік  | Турнір        | Покриття | Суперниця   | Рахунок       |
| --------- | ---- | ------------- | -------- | ----------- | ------------- |
| Перемога  | 1900 | Чемпіонат США | Трава    | Едіт Паркер | 6–2, 6–2, 6–0 |

### Парний розряд (2 перемоги)
| Результат | Рік  | Турнір        | Покриття | Партнерка         | Суперниці                  | Рахунок       |
| --------- | ---- | ------------- | -------- | ----------------- | -------------------------- | ------------- |
| Перемога  | 1899 | Чемпіонат США | Трава    | Джейн Крейвен     | Мод Бенкс Елізабет Расталл | 6–1, 6–1, 7–5 |
| Перемога  | 1901 | Чемпіонат США | Трава    | Джульєтт Аткінсон | Маріон Джонс Елізабет Мур  | default       |

### Мікст (1 поразка)
| Результат | Рік  | Турнір        | Покриття | Партнер       | Суперник і суперниця               | Рахунок       |
| --------- | ---- | ------------- | -------- | ------------- | ---------------------------------- | ------------- |
| Поразка   | 1901 | Чемпіонат США | Трава    | Клайд Стівенс | Маріон Джонс-Фарквар Реймонд Літтл | 4–6, 4–6, 5–7 |